# 罗德罗 (蓬特韦德拉省)
罗德罗，是西班牙加利西亚自治区蓬特韦德拉省的一个市镇。 总面积155平方公里，总人口4229人（2001年），人口密度27人/平方公里。